# Епремян, Гаро
Гарабед «Гаро» Епремян (англ. Garabed «Garo» Yepremian, 2 июня 1944, Ларнака, Британский Кипр — 15 мая 2015, Медия, Пенсильвания) — профессиональный американский футболист армянского происхождения. Выступал на позиции кикера. Провёл четырнадцать сезонов в НФЛ, дважды став победителем Супербоула в составе «Майами Долфинс». Несмотря на свои достижения, он больше запомнился своей ошибкой в концовке Супербоула VII. 

## Биография
Гаро родился 2 июня 1944 года в Ларнаке в армянской семье. В возрасте шестнадцати лет он переехал в Лондон, где работал на складе и играл в полупрофессиональной футбольной команде. В США он переехал в 1965 году по приглашению своего брата, Крикора, который учился в Университете Индианы и был капитаном студенческой футбольной команды. Он убедил Гаро, что тот тоже может играть в футбол и бесплатно получить образование. Гаро, которому на тот момент было двадцать два года, прилетел в новую для себя страну, плохо владея языком и думая, что речь шла о традиционном для европейцев футболе. Руководство NCAA объявило о том, что он не сможет принимать участие в студенческом чемпионате и получить спортивную стипендию. Посмотрев несколько матчей профессиональных команд по телевидению, Епремян убедился, что может попытаться стать кикером в НФЛ. Примерами для него стали братья Пит и Чарли Гоголак — выходцы из Венгрии, игравшие кикерами и бившие по мячу в «стиле соккера». До этого бьющие в лиге совершали разбег и били по мячу прямо.
12 октября 1966 года Гаро приехал на просмотр в лагерь клуба «Атланта Фэлконс». На следующий день он провёл тренировку с «Детройтом». Вечером того же дня Епремян подписал с командой контракт, ещё день потребовался для оформления разрешения на работу. 16 октября Гаро вышел на поле стадиона в Балтиморе, дебютировав в НФЛ. До этого момента он ни разу не присутствовал на стадионе во время матча и не знал как правильно надевать форму. Этот матч «Лайонс» проиграли «Колтс» со счётом 14:45. Во второй половине матча игроки Детройта занесли тачдаун, после которого Епремян забил экстрапойнт. Убегая с поля он размахивал руками, отмечая свой успех. На скамейке запасных партнёр по команде Алекс Каррас спросил у Гаро, что тот так бурно празднует. На это Епремян ответил, что он забил тачдаун. Ведущий The Tonight Show Джонни Карсон шутил над этой фразой на протяжении нескольких лет. Спустя несколько недель, в игре с «Миннесотой», он забил шесть филд-голов, установив рекорд лиги и шокировав мир профессионального футбола. 
После окончания сезона 1967 года Епремян прервал свою карьеру, так как был призван на военную службу. Год он прослужил поваром в армейском медицинском центре, а затем на протяжении ещё четырёх лет состоял в резерве Национальной гвардии. Когда Гаро вернулся из армии, «Детройт» не стал подписывать с ним новый контракт. Он заключил соглашение с клубом Континентальной футбольной лиги «Мичиган Эрроуз». Сыграть в её составе он не успел — клуб был расформирован и Епремян пропустил целый год, в течение которого он жил в пригороде Детройта и зарабатывал на жизнь шитьём галстуков.
В 1970 году «Майами Долфинс» пригласили Гаро в тренировочный лагерь, после которого он подписал с клубом контракт. Провёл за клуб девять сезонов, в 1971 году став лидером лиги по набранным очкам. В том же сезоне филд-гол, забитый Епремяном, принёс «Долфинс» победу над «Канзас-Сити Чифс» в самой длинной игре в истории НФЛ. Матч, прошедший на Муниципальном стадионе в Канзас-Сити, длился 7 часов 20 минут и завершился со счётом 27:24 в пользу «Майами». 
В завершавшей сезон 1972 года игре за Супербоул VII Епремян совершил ошибку, которая затмила собой всю его карьеру в лиге. За 2 минуты 7 секунд до конца игры «Долфинс» вели в счёте 14:0. Гаро вышел на поле, чтобы пробить филд-гол с отметки в 41 ярд. Удар заблокировал защитник «Редскинс» Билл Брандайдж. Вместо того, чтобы просто упасть на мяч и зафиксировать его, Епремян попытался отдать пас. Мяч выскользнул и он подбил его в воздух, после чего корнербек соперника Майк Басс сделал перехват и занёс тачдаун, сделавший счёт 14:7. Позднее Гаро рассказывал в интервью, что в тот момент чувствовал что его жизнь закончилась. В 1973 году он второй раз стал победителем Супербоула после победы «Долфинс» над «Миннесотой Вайкингс» со счётом 24:7. 
Из «Долфинс» Епремян был отчислен в 1979 году, в составе его заменил новичок Уве фон Шаманн. Это было неожиданным ходом со стороны руководства команды, так как предыдущий сезон Гаро завершил лучшим кикером лиги по точности ударов. На заключительном этапе карьеры Гаро провёл год в «Нью-Орлеан Сэйнтс» и два сезона в «Тампа-Бэй Бакканирс». Всего за карьеру он реализовал 67,1 % попыток филд-гола (210 из 313) и 444 из 464 экстрапойнтов. Несмотря на успешное выступление в лиге на протяжении четырнадцати лет и два чемпионских титула, Гаро Епремян гораздо больше запомнился грубой ошибкой в Супербоуле VII, после которой «Редскинс» получили шанс сравнять счёт.
Включён в сборную десятилетия НФЛ 1970-х годов.
В 2001 году, после того как супруге его сына Азада была диагностирована опухоль мозга, Епремян основал благотворительный фонд для сбора средств на исследование заболевания. Раком также болела его жена Марица. Ежегодно он организовывал турнир по гольфу и проводил благотворительный ужин. Кроме этого, в подвале своего дома Гаро обустроил художественную мастерскую и часть денег от продажи своих картин он также переводил в свой фонд.
В 2014 году ему диагностировали нейроэндокринную опухоль головного мозга. Он перенёс операцию по её удалению и прошёл курс химиотерапии. Несмотря на лечение, Епремян умер 15 мая 2015 года в больнице в Медии, Пенсильвания.